# David Holston
David Holston, né le 26 janvier 1986 à Pontiac dans le Michigan, est un joueur américain de basket-ball. Il évolue au poste de meneur.

## Biographie
Né à Pontiac dans le Michigan le 26 janvier 1986, David Holston étudie à Auburn Hills, à côté de Detroit avant de partir pour l'université d'État de Chicago (NCAA) où il passe quatre années, dont la dernière avec une moyenne de 26 points et 6 passes décisives en 35 minutes sur le terrain. À sa sortie de l'université en 2009, il n'est pas drafté et signe en Turquie, dans le club de première division de Pınar Karşıyaka, dans lequel il joue durant deux saisons. Durant la première saison, il tourne à une moyenne de 12 points et 4 passes décisives par match. La deuxième saison est encore meilleure avec 15 points et 6 passes.
David Holston signe ensuite dans le championnat allemand, avec le club des Artland Dragons pour la saison 2011-2012. À l’été 2012, il retourne en Turquie avec le club du Mersin Büyükşehir Belediyesi S.K. (en) Il continue sur ses standards et termine la saison avec 15 points de moyenne et 4 passes par rencontre en 33 minutes. Il décide en fin de saison de rejoindre son ancien club des Dragons et signe cette fois-ci un contrat de deux saisons durant lesquelles il tourne à 10,5 points et 5 passes décisives en 25 minutes de jeu.
Meneur de jeu de la JDA Dijon depuis 2015, il est en constante évolution sous les ordres de Laurent Legname, et reçoit le  trophée de MVP de Jeep Élite lors de la saison 2018-2019.
Au mois de mai 2019, il prolonge son contrat avec la JDA Dijon pour deux saisons supplémentaires.
Le 25 janvier 2023, à l'occasion de la victoire de son équipe face à l'Hapoël Jérusalem, il devient le premier joueur de l'histoire de la Ligue des champions à compiler plus de 700 points, 350 passes décisives et 100 interceptions.

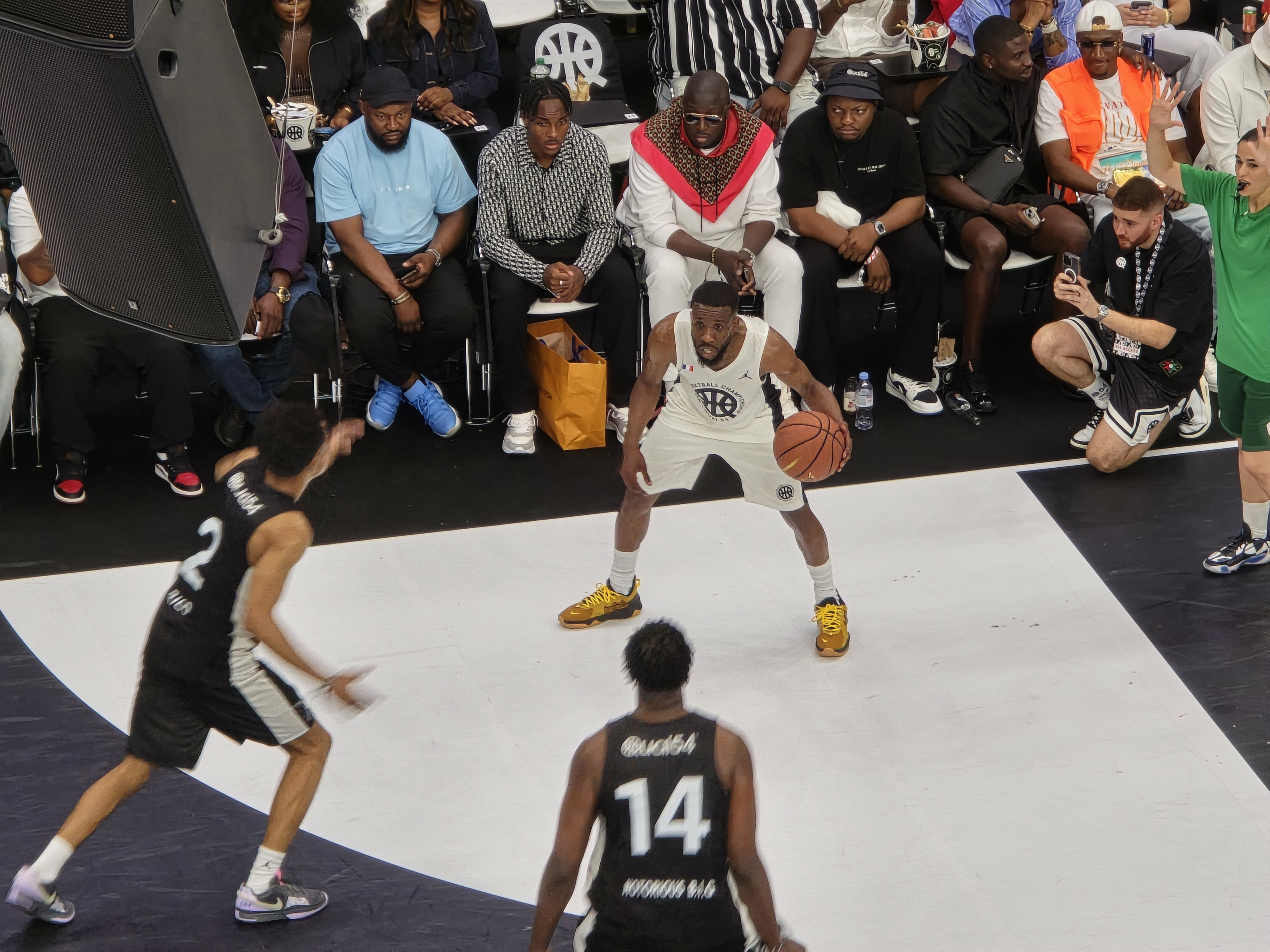
David Holston lors du Quai 54 2024.

## Palmarès et distinctions

### En club
- Vainqueur de la Leaders Cup 2020 avec la JDA Dijon.
- Vainqueur de la coupe de France 2024 avec la JDA Dijon.

### Distinctions personnelles
- MVP de Jeep Élite 2019.
- Sélectionné au All-Star Game LNB en 2018 et 2019 avec la sélection étrangère.